# Caobi (köpinghuvudort i Kina, Shaanxi, lat 34,76, long 107,03)
Caobi är en köpinghuvudort i Kina. Den ligger i provinsen Shaanxi, i den nordvästra delen av landet, omkring 180 kilometer väster om provinshuvudstaden Xi'an. Antalet invånare är 5 938. Befolkningen består av 2 690 kvinnor och 3 248 män. Barn under 15 år utgör 15,0 %, vuxna 15-64 år 77 %, och äldre över 65 år 6,0 %.
Runt Caobi är det ganska tätbefolkat, med 124 invånare per kvadratkilometer. Närmaste större samhälle är Qianyang Chengguanzhen, 15,9 km sydost om Caobi. Trakten runt Caobi består till största delen av jordbruksmark.
Genomsnittlig årsnederbörd är 674 millimeter. Den regnigaste månaden är september, med i genomsnitt 165 mm nederbörd, och den torraste är december, med 2 mm nederbörd.